# Едвард Жарський
Едвард Жарський (21 жовтня 1906 — 4 квітня 2003) — український науковець, педагог, організатор освіти, спортивний діяч. Дійсний член НТШ, член-засновник та перший голова Шкільної ради при Українському Конгресовому Комітеті в Америці та її голова в 1953—1954 та 1961—1977 роках. Перший редактор журналу «Рідна школа» (до 1977 року). Очолював Світову Координаційну Виховно-Освітню Раду (СКВОР) при Світовому Конґресі Вільних Українців (СКВУ).

## Біографія
Едвард Жарський народився 21 жовтня 1906 року в Жовкві на Галичині. У 1924 році закінчив початкову школу і класичну гімназію у Львові. Вищу освіту здобув у Львівському університеті на математично-природничому факультеті (1928). У 1930 році здобув ступінь магістра філософії .
Викладав у львівських середніх школах, був директором гімназії. Наукову працю розпочав у 1926 році науковим співробітником у Природничому музеї НТШ (згодом — Львівський науково-природничий Музей АН УРСР), був директором дослідних ставів Хліборобної Палати у Львові, завідував річковим рибним господарством Галичини. У 1930—1943 роках викладав в Інституті зоології Львівського університету, в Інституті педагогіки, у Лісовому Інституті (Львів).
Восени 1944 року під тиском воєнних подій з дружиною та донькою залишив Україну і через Словаччину, Польщу і Східну Німеччину дістався Баварії. Почав співпрацювати з Українським технічно-господарським інститутом у Мюнхені, де в 1947—1950 роки був доцентом, згодом — професором. Викладав зоологію і рибництво, порівняльну анатомію домашніх тварин.
Здобув ступінь доктора філософії (1948) в Українському Вільному Університеті  (Тема дисертації «Риби річок України»). У 1950 році емігрував до США, де брав активну участь у суспільному житті української громади. У 1954—1959 роках  рр. — професор і директор Українського технічного університету, водночас викладав зоологію, економічну географію України та загальну географію; був директором Педагогічного інституту українознавства (Педагогічний факультет Університету українознавства НТШ спільно з філією УВУ).
З 1960 року  р. — дійсний член НТШ, член-засновник Шкільної ради при Українському Конгресовому Комітеті в Америці, її перший голова. Очолював Координаційну Виховно-освітню Раду при СКВУ.
У молоді роки брав активну участь у спортивному житті — у Львові організував спортивний гурток «Сагайдачний», брав участь у футбольних змаганнях, став членом Управи спортивного товариства «Україна», очолював Студентський Спортивний Клуб, співпрацював з Центральним Союзом Українського студентства у Празі. Під час еміграції в Німеччині був членом Ради Фізичної Культури й головою таборового спортивного клубу. В Америці став співзасновником «Української Спортової Централі Америки і Канади», очолював українську спортивну раду, був співредактором спортивних часописів «Змаг», «Спортові вісти» та ін.
Автор підручників і статей на теми спорту.
У педагогічних дослідженнях звертався до психологічних основ виховання, до історії педагогіки, інших питань освіти й виховання.
Окремими виданнями Шкільна рада представила його праці: «Історичні основи виховання» (1960), «Курс працівників дошкілля» (1987), «Нарис економічної географії України», «Психологічні основи виховання» (1961).
Поза педагогічними і суспільними обов'язками в українській громаді працював у департаменті патології й ембріології Нью-йоркського Унверситету.
Помер у Флориді 4 квітня 2003 року.
Шкільну Раду Америки завжди очолювали керівники, котрі усвідомлювали свій обов'язок працювати на майбутнє, скеровували українознавче навчання і сприяли розвиткові освіти в емігрантському середовищі. Першим головою Управи і — згодом — Був першим редактором журналу «Рідна школа» був професор д-р Едвард Жарський (1906—2003), науково-громадський діяч та педагог, член НТШ .

## Вибрана бібліографія
- «Історичні основи виховання» (1960)
- Жарський Е. Про критику на видання // Рідна школа, 1964. - Ч.2. - С.15.
- Ж-ий Е. Старі й нові методи. Шість виховних хиб // Рідна школа, 1964. - ч.3. - С. 6 - 12.
- Жарський Е. Змісти навчання і формування. Уклад змістів навчання і формування. Організація навчання і формування  // Рідна школа, 1964. Ч.4. - С.5 - 11.
- Жарський Е. Виховання та його мета // Рідна школа, 1966. - Ч. 1. - С.10-14.
- Жарський Е. Педагог "прогресивізму" (про Дьюї) // Рідна школа, 1965. - Ч. 7. - С. 7-8; 1966. - Ч. 10. - С. 7-10.
- Жарський Е. Забави у вихованні // Рідна школа, 1966. - Ч. 12. - С. 12-13.
- Жарський Е. До основ виховання // Рідна школа, 1966. 0 Ч. 9. - С. 7-8.
- Жарський Е. Напрямні української виховної системи // Рідна школа, 1967. - Ч. 3 (15). - С. 2 - ?.
- Жарський Е. Світова виховно-освітня сесія // Рідна школа, 1967. - Ч. 5 (17). - С. 1- 4.
- Жарський Е. До проблем навчання // Рідна школа, 1968. - Ч.3 (20. - С. 3-5.
- Жарський Е. Мистецтво навчання // Рідна школа, 1969. - Ч." (25). - С. 13-15.
- Жарський Е. Велетні педагогіки національної культури // Рідна школа, 1970. - Ч. 3 (32). - С. 1 -2.
- Жарський Е. Мета й ідеал виховання // Рідна школа, 1974. - Ч. 4 (49). - С.2 - 8; 1975. - Ч.1 (50). - С.5-7; 1975. - Ч.2 (51). - С.7-9; 1975. - ч.3 (52). - с. 1-3; 1975.- Ч.4 (53). - С.2-3.